# União Desportiva Rei Amador
UDRA (União Desportiva Rei Amador) is een voetbalclub in Sao Tomé en Principe uit São João dos Angolares in het district Caué. De club speelt in de eilandcompetitie van Sao Tomé, waarvan de kampioen deelneemt aan het voetbalkampioenschap van Sao Tomé en Principe, de eindronde om de landstitel. De club is genoemd naar Rei Amador, de slavenkoning uit de mythologie der Angolares en speelt in een blauw met wit gestreept tenue met een oranje uitshirt.
De club werd opgericht voor het seizoen 2002/'03, maar te laat om zich in te schrijven voor de beker, wel mocht het instromen op het tweede niveau van de eilandcompetitie. In 2006/'07 werd het inmiddels gepromoveerde UDRA zesde en in 2009/'10 vijfde.
De club boekte in 2013 het beste resultaat uit haar geschiedenis tot dan toe toen ze de landelijke beker won, in de finale werd GD Sundy van het eiland Principe met 5–1 verslagen. In 2014 werd UDRA eilandkampioen van Sao Tomé en speelde in de landelijke finale tegen FC Porto Real van Principe, de uitwedstrijd werd weliswaar nog met 2–1 verloren, maar door de thuiswedstrijd met 1–0 te winnen werd UDRA op uitdoelpunten ook nationaal kampioen. Vier dagen na het landskampioenschap werd ook voor de tweede keer de beker gewonnen, Sporting do Príncipe werd met 2–1 aan de kant gezet.

## Erelijst
Landskampioen2014
Eilandkampioen2014
Bekerwinnaar2013, 2014
Eerste niveau: FC Aliança Nacional · Bairros Unidos FC · UD Correia · Folha Fede · Juba Diogo Simão · FC Neves · Praia Cruz · UDRA · Vitória FC · Santana FC
Tweede niveau: Agrosport · Amador · Guadalupe · Inter Bom-Bom · Desportivo Marítimo · Kê Morabeza · Oque d'El Rei · Porto Alegre · Ribeira Peixe · Trindade FC
Derde niveau: Andorinha Sport Club · Boavista · Desportivo Conde · Cruz Vermelha · Diogo Vaz · Otótó · Santa Margarida · Sporting São Tomé · UDESCAI · Varzim FC
Voormalige clubs: 6 de Setembro · Bela Vista · Os Dinâmicos ·  Palmar